# Oribatula transitans
Oribatula transitans är en kvalsterart som beskrevs av Berlese 1916. Oribatula transitans ingår i släktet Oribatula och familjen Oribatulidae. Inga underarter finns listade i Catalogue of Life.